# Клещёвка
Клещёвка (бел. Кляшчоўка) — деревня в составе Козловичского сельсовета Глусского района Могилёвской области Республики Беларусь.

## Население
- 1999 год — 54 человека
- 2009 год — 20 человек